# Gulnaz Gubaydullina
Gulnaz Gubaydullina, née le 14 février 1992 à Novy Ourengoï, est une pentathlonienne russe.

## Biographie
Gulnaz Gubaydullina naît le 14 février 1992 à Novy Ourengoï.
De nationalité russe, elle est pentathlonienne,. Dans cette discipline, l'escrime est ce qu'elle aime le moins et la natation est ce qu'elle préfère.

## Palmarès
Gulnaz Gubaidullina remporte la médaille d'argent aux Championnats du monde juniors de pentathlon moderne de 2010 à Uppsala.
Elle termine quatrième des championnats d'Europe de pentathlon moderne de 2015 à Bath, ce qui la qualifie pour les Jeux olympiques de 2016 de Rio. Lors de ces jeux olympiques, elle établit un nouveau record olympique lors des 200 mètres nage libre, avec un temps de 2 minutes, 7 secondes et 94 centièmes.
Elle remporte la médaille d'or aux Championnats du monde de pentathlon moderne de 2017 au Caire.